# Fernsprechkraftwagen
Als Fernsprechkraftwagen (FeKW) wurden bestimmte Einsatzfahrzeuge der früheren Fernmeldezüge nach STAN 081 bezeichnet. Vereinzelt finden sich Altfahrzeuge noch bei Feuerwehren, Technischen Einsatzleitungen bzw. bei Unterstützungsgruppen Örtliche Einsatzleitung.
Der Fernsprechkraftwagen hat ein zulässiges Gesamtgewicht von vier Tonnen, verfügt über Hinterachsantrieb und fünf Sitzplätze (zwei vorne in der Fahrerkabine und drei im Aufbau).